# Formula Super Vee
La Formula Super Vee era una categoria di vetture a ruote scoperte creata a scopo promozionale per i prodotti Volkswagen. L'idea della Formula Super Vee è generalmente attribuita a Josef Hopen, che lavorava come Special Vehicles Manager per Volkswagen in America. Fu Hopen a vendere l'idea per la nuova formula alla SCCA, che nel novembre 1969 decise di lanciare un campionato da disputarsi nel 1971, lasciando il tempo di preparare le vetture.

## Storia
Per lanciare la nuova Formula, Hopen commissionò a Gene Beach, un costruttore di vetture di Formula Vee, la progettazione e la costruzione della prima Super Vee e presentò, a video, questa vettura alla 24 ore di Daytona. Beach era uno dei primi tre costruttori di Formula Vee con Autodynamics e Formcar. Una seconda Super Vee fu progettata e costruita da Ray Caldwell dell'Autodynamics e fu presentata, a video, al New York Auto Show. Altri costruttori seguirono, da costruttori specializzati nelle Formula Vee come Zink ad aziende attive in varie categorie come Lola. John Zeitler, che costruì la sua prima vettura nello stesso tempo di Beach e Caldwell, vinse la prima gara per queste vetture a Lime Rock Park nel 1970, gara corsa assieme alle Formula Ford.
Inizialmente la serie prevedeva motori da 1600 cm³ con raffreddamento ad aria di tipo 3 (come nel Maggiolino) o tipo 4 (come nella vettura sport Volkswagen-Porsche 914), in seguito si decise che il tipo 4 fosse la versione migliore. Tuttavia questo motore non era prodotto con questa cilindrata ridotta, quindi VW decise di produrne una versione speciale da 1600 cm³, tramite la sua divisione industriale motori, con pistoni più piccoli: l'unità 127V.
Come tutte le formule la Formula Super Vee cambiò progressivamente i regolamenti. Inizialmente, ad esempio, le vetture correvano senza alettoni e usavano freni a tamburo al posteriore, più tardi furono permesse le appendici alari e i freni a disco posteriori. Anche le gomme, pur essendo già state introdotte le slick nelle competizioni, per le Super Vee erano previste con battistrada scolpito e solo più avanti furono ammesse le slick.
Le regole originali specificavano che il cambio non dovesse essere  fabbricato dalla Hewland, azienda specializzata in cambi per vetture da competizione, quindi le Super Vee correvano con delle scatole VW a rapporti fissi. Tuttavia, in Europa, una azienda chiamata Metso iniziò la fabbricazione di scatole come quelle della Hewland, che avevano la possibilità di cambiare i rapporti, scegliendo i più adatti per ogni circuito e per utilizzarle si interpretò alla lettera il regolamento, perché erano state bandite le scatole Hewland ma non era stato specificato che erano da usarsi le sole scatole VW a rapporti fissi. Una volta che le vetture iniziarono a essere equipaggiate con le scatole Metso le regole cambiarono permettendo anche le scatole Hewland. Questo cambiamento regolamentare, combinato a un'iniziale offerta di denaro da parte della Hewland ai piloti che usavano i suoi prodotti mise Metso fuori dal mercato, sebbene l'azienda producesse scatole anche per altre categorie come la Formula Ford.
Molto più tardi, le regole riguardanti il motore furono rese più aperte, permettendo il raffreddamento ad acqua derivato dalla Volkswagen Golf (o Rabbit come era conosciuta in Nordamerica). I motori raffreddati ad acqua rimpiazzarono inevitabilmente quelli raffreddati ad aria meno competitivi e la SCCA, negli USA, permise un motore raffreddato ad aria da 1700 cm³, per recuperare la competitività dopo che si erano affermati i raffreddati ad acqua.
L'ultima versione delle Super Vee corse negli Stati Uniti, perché solo lì la serie continuò per anni dopo che era sparita ovunque. Solo a metà degli anni ottanta, negli USA, a questa serie, che  spesso fu definita come la serie "Mini-Indy", subentrò la Formula Atlantic come formula propedeutica per le Indycar. Nella prima metà degli anni ottanta Ron Tauranac progettò la Ralt RT5 che ebbe il monopolio virtuale della serie.

## Campionati

### SCCA Super Vee (USA)
| Stagione | Campione                | Telaio              |
| -------- | ----------------------- | ------------------- |
| 1971     | Bill Scott              | Royale RP9          |
| 1972     | Bill Scott              | Royale RP14         |
| 1973     | Bertil Roos             | Tui BH3             |
| 1974     | Elliott Forbes-Robinson | Lola T320           |
| 1975     | Eddie Miller            | Lola T324           |
| 1976     | Tom Bagley              | Zink Z11            |
| 1977     | Bob Lazier              | Lola T324           |
| 1978     | Bill Alsup              | Argo JM2            |
| 1979     | Geoff Brabham           | Ralt RT1            |
| 1980     | Peter Kuhn              | Ralt RT1/RT5        |
| 1981     | Al Unser, Jr.           | Ralt RT5            |
| 1982     | Michael Andretti        | Ralt RT5            |
| 1983     | Ed Pimm                 | Anson SA4           |
| 1984     | Arie Luyendyk           | Ralt RT5            |
| 1985     | Ken Johnson             | Ralt RT5            |
| 1986     | Didier Theys            | Martini MK-47/MK-50 |
| 1987     | Scott Atchison          | Ralt RT5            |
| 1988     | Ken Murillo             | Ralt RT5            |
| 1989     | Mark Smith              | Ralt RT5            |
| 1990     | Stuart Crow             | Ralt RT5            |

### USAC Mini-Indy (USA)
| Stagione | Campione         | Telaio       |
| -------- | ---------------- | ------------ |
| 19771    | Tom Bagley       | Zink Z11     |
| 19771    | Herm Johnson     | Lola T324    |
| 1978     | Bill Alsup       | Argo JM2     |
| 1979     | Dennis Firestone | March        |
| 1980     | Peter Kuhn       | Ralt RT1/RT5 |

1Bagley e Johnson a pari punti furono dichiarati co-campioni.

### Brazilian Super Vee
| Stagione | Campione           | Telaio |
| -------- | ------------------ | ------ |
| 1974     | Marcos Troncon     | Polar  |
| 1975     | Francisco Lameirao | Polar  |
| 1976     | Nelson Piquet      | Polar  |
| 1977     | Alfredo Guarana    | Polar  |
| 1978     | Alfredo Guarana    | Polar  |
| 1979     | Mauricio Chulam    | Polar  |
| 1980     | Castro Prado       | Polar  |

### Formel Super Vau GTX (Germania)
| Stagione | Campione         | Telaio         |
| -------- | ---------------- | -------------- |
| 1972     | Manfred Schurti  | Royale RP9     |
| 1973     | Kennerth Persson | Kaimann        |
| 1974     | Kennerth Persson | Kaimann        |
| 1975     | Keke Rosberg     | Kern-Kaimann   |
| 1976     | Mika Arpiainen   | Veemax Mk VIII |

### Campionato Tedesco Formula Super Vee
| Stagione | Campione       | Telaio         |
| -------- | -------------- | -------------- |
| 1977     | Dieter Engel   | Veemax Mk VIII |
| 1978     | Helmut Henzler | March 783      |

### Formula Super Vau Gold Pokal (Europa)
| Stagione | Campione           | Telaio         |
| -------- | ------------------ | -------------- |
| 1971     | Erich Breinberg    | Austro Kaimann |
| 1972     | Manfred Schurti    | Royale RP9     |
| 1974     | Freddy Kottulinsky | Lola T320      |
| 1975     | Mikko Kozarowitzky | Lola T324      |
| 1976     | Mika Arpiainen     | Veemax Mk VII  |

### Campionato Europeo Formula Super Vee
| Stagione | Campione       | Telaio    |
| -------- | -------------- | --------- |
| 1977     | Arie Luyendyk  | Lola T326 |
| 1978     | Helmut Henzler | March 783 |
| 1979     | John Nielsen   | Ralt RT1  |
| 1980     | John Nielsen   | Ralt RT5  |
| 1981     | John Nielsen   | Ralt RT5  |
| 1982     | Walter Lechner | Ralt RT5  |